# Capnella sabangensis
Capnella sabangensis is een zachte koraalsoort uit de familie Nephtheidae. De koraalsoort komt uit het geslacht Capnella. Capnella sabangensis werd in 1933 voor het eerst wetenschappelijk beschreven door Roxas. 